# Дел Веккио, Эмануэле
Эмануэле Дел Веккио (порт.-браз. Emanuele Del Vecchio; род. 24 сентября 1934, Сан-Висенти, Сан-Паулу — 7 октября 1995, Сантус), также известный как Эммануелле Дель Веккьо (итал. Emmanuelle Del Vecchio) — бразильский футболист и футбольный тренер. Играл на позиции нападающего.

## Карьера
Эмануэле Дел Веккио начал свою карьеру в клубе «Сантос» в 1953 году. Он выступал за этот клуб ещё три года, проведя 180 матчей и забив в них 105 мячей. Вместе с командой Дел Веккио выиграл два  чемпионата штата Сан-Паулу, в первом из которых он стал ещё и лучшим бомбардиром турнира, забив 23 гола.
В 1957 году Дел Веккио уехал в Италию, в клуб «Эллас Верона». В первом же сезоне футболист забил за клуб 13 голов (все остальные игроки команды забили 29 мячей); из них пять голов бразилец забил в одной игре с «Сампдорией», а два мяча во встрече с «Миланом». По окончании сезона Дел Веккио перешёл в «Наполи», где дебютировал в матче с «Дженоа». В неаполитанском клубе Эмануэле составил дуэт нападения вместе с другим бразильцем, Луисом Винисио. В первом же сезоне оба футболиста забили на двоих 34 гола. Однако в последующие годы результативность бразильских форвардов снизилась. В результате за три сезона Дел Веккио провёл в «Наполи» 68 матчей и забил 27 голов.
Затем год бразилец провёл в клубе «Падова», за который забил 8 голов. На следующий год он перешёл «Милан», где дебютировал 6 мая 1962 года во встрече с «Ниццей» (6:3). Всего в составе «россонери» Эмануэле сыграл 12 официальных игр и забил 5 голов. После выступлений за «Милан» Дел Веккио вернулся в Южную Америку, перейдя в аргентинский «Бока Хуниорс». Он дебютировал в клубе 28 апреля 1963 года в матче с «Архентинос Хуниорс» и в первой же игре забил гол, а его команда победила 4:1. Всего за «Боку» футболист провёл 6 игр и забил 3 гола.
Затем Дел Веккио возвратился в Бразилию. Там он играл за «Сан-Паулу», где демонстрировал хорошую результативность — 34 гола в 69 матчах, «Бангу» и «Атлетико Паранаэнсе». После завершения карьеры игрока, Дел Веккио также поработал тренером, возглавляя «Сантос» и клуб «Интернасьонал Лимейра».
Дел Веккио был убит 7 октября 1995 года в Сантусе. Маркус Барбоза Силвестре, во время спора, выстрелил в него. Восемь дней Эмануэле провёл в госпитале Португальского Благоденствия, где и скончался. У него осталась дочь, Мария Эммануэла Морено Дел Веккио (замужем с 1992 года за Пауло Антонио Крузом).

## Международная карьера
В составе сборной Бразилии Дел Веккио дебютировал 24 января 1956 года в матче с Чили на чемпионате Южной Америки, в котором его команда проиграла 1:4. Всего на турнире игрок провёл 4 встречи. 16 июня 1957 года Дел Веккио забил свой первый и единственный мяч за сборную, поразив ворота Португалии. 10 июля того же года Эмануэле сыграл свою последнюю встречу в форме национальной команды; в ней Бразилия обыграла Аргентину со счётом 2:0 и завоевала Кубок Рока. Всего за сборную Дел Веккио провёл 8 матчей и забил 1 гол.

## Достижения

### Командные
- Чемпион штата Сан-Паулу: 1955, 1956
- Обладатель Кубка Рока: 1957
- Обладатель Кубка европейских чемпионов: 1963
- Чемпион Аргентины: 1964

### Личные
- Лучший бомбардир штата Сан-Паулу: 1955 (23 гола)